# Agnieszka Miernik
Agnieszka Miernik Danilewicz (ur. 22 kwietnia 1987) – polska lekkoatletka, specjalizująca się w biegach średniodystansowych.
Reprezentuje klub WLKS Wrocław. Jej trenerem jest Czesław Kołodyński.

## Osiągnięcia sportowe
- 2004 – Zielona Góra, mistrzostwa Polski juniorów młodszych – złoty medal w biegu na 1500 m
- 2005 – Bydgoszcz, mistrzostwa Polski juniorów – dwa medale: złoty w biegu na 1500 m oraz brązowy w biegu na 800 m
- 2006 – Warszawa, akademickie mistrzostwa Polski – dwa złote medale: w biegach na 800 m i 1500 m
- 2007 – Spała, halowe mistrzostwa Polski – złoty medal w biegu na 1500 m
- 2007 – Warszawa, akademickie mistrzostwa Polski – dwa medale: złoty w biegu na 1500 m oraz srebrny na 800 m[1]
- 2007 – Poznań, mistrzostwa Polski – brązowy medal w biegu na 1500 m
- 2007 – Słupsk, młodzieżowe mistrzostwa Polski – dwa medale: złoty w biegu na 800 m oraz brązowy w biegu na 1500 m[2]
- 2008 – Moskwa, halowy Puchar Europy – 7. miejsce w biegu na 1500 m
- 2008 – Spała, halowe mistrzostwa Polski – dwa medale: srebrny w biegu na 1500 m oraz brązowy w biegu na 3000 m
- 2009 – Bielsko-Biała, młodzieżowe mistrzostwa Polski – dwa srebrne medale: w biegach na 800 m i 1500 m

## Rekordy życiowe

### stadion
- bieg na 800 metrów – 2:03,63 – Wrocław 24/06/2009
- bieg na 1000 metrów – 2:47,38 – Międzyzdroje 17/08/2009
- bieg na 1500 metrów – 4:20,76 – Bydgoszcz 01/06/2006

### hala
- bieg na 800 metrów – 2:07,84 – Spała 03/02/2007
- bieg na 1500 metrów – 4:22,88 – Spała 24/02/2008